# Arrondissement Abbeville
Arrondissement Abbeville (fr. Arrondissement d'Abbeville) je správní územní jednotka ležící v departementu Somme a regionu Hauts-de-France ve Francii. Člení se dále na 7 kantonů a 200 obcí.

## Kantony
od roku 2015:
- Abbeville-1
- Abbeville-2
- Doullens (část)
- Friville-Escarbotin
- Gamaches (část)
- Poix-de-Picardie (část)
- Rue

před rokem 2015:
- Abbeville-Nord
- Abbeville-Sud
- Ailly-le-Haut-Clocher
- Ault
- Crécy-en-Ponthieu
- Friville-Escarbotin
- Gamaches
- Hallencourt
- Moyenneville
- Nouvion
- Oisemont
- Rue
- Saint-Valery-sur-Somme